# 長野拓造
長野 拓造（ながの たくぞう、1979年6月1日 - ）は日本のデザイナー。男性。レベルファイブ所属。福岡県大牟田市出身。多摩美術大学美術学部絵画学科日本画専攻卒業。

## 来歴
大学卒業後、出版社に勤めたのち、2005年にレベルファイブに入社。主にゲーム『レイトン教授シリーズ』『イナズマイレブンシリーズ』『妖怪ウォッチ』などのキャラクターデザインを担当する。

## 参加作品

### ゲーム
- レイトン教授シリーズ
  - レイトン教授と不思議な町（2007年）キャラクターデザイン
  - レイトン教授と悪魔の箱（2007年）キャラクターデザイン
  - レイトン教授と最後の時間旅行（2008年）キャラクターデザイン
  - レイトン教授と魔神の笛（2009年）キャラクターデザイン
  - レイトン教授と奇跡の仮面（2011年）キャラクターデザイン
  - レイトン教授と超文明Aの遺産（2013年）キャラクターデザイン
  - レイトン ミステリージャーニー カトリーエイルと大富豪の陰謀（2017年）キャラクターデザイン
  - レイトン教授と蒸気の新世界（未定）キャラクターデザイン
- イナズマイレブンシリーズ
  - イナズマイレブン（2008年）キャラクターデザイン
  - イナズマイレブン2 脅威の侵略者 ファイア/ブリザード（2009年）キャラクターデザイン
  - イナズマイレブン3 世界への挑戦!! スパーク/ボンバー/オーガ（2010年）キャラクターデザイン
  - イナズマイレブン ストライカーズ（2011年）キャラクターデザイン
  - イナズマイレブン ストライカーズ 2012エクストリーム（2011年）キャラクターデザイン
  - イナズマイレブンGO ストライカーズ 2013（2012年）キャラクターデザイン
  - イナズマイレブンGO シャイン/ダーク（2011年）キャラクターデザイン
  - イナズマイレブンGO2 クロノ・ストーン ネップウ/ライメイ（2012年）キャラクターデザイン
  - イナズマイレブンGO ギャラクシー ビッグバン/スーパーノヴァ（2013年）キャラクターデザイン
  - イナズマイレブン 英雄たちのヴィクトリーロード（未定）キャラクターデザイン
- 妖怪ウォッチシリーズ
  - 妖怪ウォッチ（2013年）キャラクターデザイン
  - 妖怪ウォッチ2 元祖/本家/真打（2014年）キャラクターデザイン
  - 妖怪ウォッチバスターズ 赤猫団/白犬隊（2015年）キャラクターデザイン
  - 妖怪ウォッチダンス JUST DANCE スペシャルバージョン（2015年）キャラクターデザイン
  - 妖怪三国志（2016年）キャラクターデザイン
  - 妖怪ウォッチ3 スシ/テンプラ/スキヤキ（2016年）キャラクターデザイン
  - 妖怪ウォッチバスターズ2 秘宝伝説バンバラヤー ソード/マグナム（2017年）キャラクターデザイン
  - 妖怪ウォッチ4 ぼくらは同じ空を見上げている（2019年）キャラクターデザイン
  - 妖怪ウォッチJam 妖怪学園Y 〜ワイワイ学園生活〜（2020年）キャラクターデザイン
- ファンタジーライフ（2012年）イメージビジュアル 他
- スナックワールド（2017年）キャラクターデザイン
- メガトン級ムサシ（2021年）キャラクターデザイン

### テレビアニメ
- イナズマイレブンシリーズ
  - イナズマイレブン（2008年 - 2011年）キャラクターデザイン原案
  - イナズマイレブンGO（2011年 - 2012年）キャラクターデザイン原案
  - イナズマイレブンGO クロノ・ストーン（2012年 - 2013年）キャラクターデザイン原案
  - イナズマイレブンGO ギャラクシー（2013年 - 2014年）キャラクターデザイン原案
  - イナズマイレブン アレスの天秤（2018年）キャラクターデザイン原案
  - イナズマイレブン オリオンの刻印（2018年 - 2019年）キャラクターデザイン原案
- 妖怪ウォッチシリーズ
  - 妖怪ウォッチ（2014年 - 2018年）キャラクターデザイン原案
  - 妖怪ウォッチ シャドウサイド（2018年 - 2019年）キャラクターデザイン原案
  - 妖怪ウォッチ!（2019年）キャラクターデザイン原案
  - 妖怪ウォッチJam 妖怪学園Y 〜Nとの遭遇〜（2020年 - 2021年）キャラクターデザイン原案
  - 妖怪ウォッチ♪（2021年）キャラクターデザイン原案
- 機動戦士ガンダムAGE（2011年 - 2012年）キャラクターデザイン原案
- スナックワールド（2017年 - 2018年）キャラクターデザイン
- レイトン ミステリー探偵社 〜カトリーのナゾトキファイル〜（2018年 - 2019年）キャラクターデザイン原案

### 劇場アニメ
- レイトン教授と永遠の歌姫（2009年）キャラクターデザイン原案
- 劇場版イナズマイレブン 最強軍団オーガ襲来（2010年）キャラクターデザイン原案
- 劇場版イナズマイレブンGO 究極の絆 グリフォン（2011年）キャラクターデザイン原案
- 劇場版イナズマイレブンGO vs ダンボール戦機W（2012年）キャラクターデザイン原案
- イナズマイレブン 超次元ドリームマッチ（2014年）キャラクターデザイン原案
- 映画 妖怪ウォッチシリーズ
  - 映画 妖怪ウォッチ 誕生の秘密だニャン!（2014年）妖怪&キャラクターデザイン原案
  - 映画 妖怪ウォッチ エンマ大王と5つの物語だニャン!（2015年）妖怪&キャラクターデザイン原案
  - 映画 妖怪ウォッチ 空飛ぶクジラとダブル世界の大冒険だニャン!（2016年）妖怪&キャラクターデザイン原案
  - 映画 妖怪ウォッチ シャドウサイド 鬼王の復活（2017年）妖怪&キャラクターデザイン原案
  - 映画 妖怪ウォッチ FOREVER FRIENDS（2018年）妖怪&キャラクターデザイン原案
  - 映画 妖怪学園Y 猫はHEROになれるか（2019年）妖怪&キャラクターデザイン原案
  - 映画 妖怪ウォッチ♪ ケータとオレっちの出会い編だニャン♪ワ、ワタクシも〜♪♪（2021年）妖怪&キャラクターデザイン原案
  - 妖怪ウォッチ♪ ジバニャンvsコマさん もんげー大決戦だニャン（2023年）妖怪&キャラクターデザイン原案
- スナックワールド（2015年）キャラクターデザイン
  - スナックワールド 人嫌いのレニー（2016年）キャラクターデザイン

### OVA
- イナズマイレブン Reloaded（2018年）キャラクターデザイン

### Webアニメ
- イナズマイレブン アウターコード（2016年 - 2017年）キャラクターデザイン

### その他
- 角川つばさ文庫 坊っちゃん（2013年）カバーイラスト
- イナズマイレブン アレスの天秤 ゲーム&アニメーション パイロットフィルム（2016年）キャラクターデザイン
- 「イナズマイレブン アレスの天秤」超新作映像「フットボールフロンティア編」（2017年）キャラクターデザイン
- 福岡県大牟田市マスコットキャラクター「ジャー坊」（2017年）キャラクターデザイン
- 第19回FINA世界水泳選手権2021福岡大会マスコットキャラクター「シーライ」「シャーニー」（2019年）キャラクターデザイン